# Epilampra ferruginea
Epilampra ferruginea är en kackerlacksart som beskrevs av Brunner von Wattenwyl 1865. Epilampra ferruginea ingår i släktet Epilampra och familjen jättekackerlackor. Inga underarter finns listade i Catalogue of Life.